# Panamerikanische Spiele 2007/Tennis
Bei den Panamerikanischen Spielen 2007 in Rio de Janeiro wurden vom 18. bis 28. Juli 2007 vier Wettbewerbe im Tennis ausgetragen.

## Herren

### Einzel
| Platz | Land        | Spieler         |
| ----- | ----------- | --------------- |
| 1     | Brasilien   | Flávio Saretta  |
| 2     | Chile       | Adrián García   |
| 3     | Argentinien | Eduardo Schwank |

### Doppel
| Platz | Land        | Spieler                          |
| ----- | ----------- | -------------------------------- |
| 1     | Argentinien | Horacio Zeballos Eduardo Schwank |
| 2     | Chile       | Adrián García Jorge Aguilar      |
| 3     | Mexiko      | Santiago González Víctor Romero  |

## Damen

### Einzel
| Platz | Land        | Spielerin            |
| ----- | ----------- | -------------------- |
| 1     | Venezuela   | Milagros Sequera     |
| 2     | Kolumbien   | Mariana Duque Mariño |
| 3     | Argentinien | Betina Jozami        |

### Doppel
| Platz | Land        | Spielerin                             |
| ----- | ----------- | ------------------------------------- |
| 1     | Argentinien | Jorgelina Cravero Betina Jozami       |
| 2     | Kolumbien   | Kari Castiblanco Mariana Duque Mariño |
| 3     | Brasilien   | Joana Cortez Teliana Pereira          |

## Medaillenspiegel
| Platz | Land        | Gold | Silber | Bronze | Gesamt |
| ----- | ----------- | ---- | ------ | ------ | ------ |
| 01    | Argentinien | 2    | —      | 2      | 4      |
| 02    | Brasilien   | 1    | —      | 1      | 2      |
| 03    | Venezuela   | 1    | —      | —      | 1      |
| 04    | Chile       | —    | 2      | —      | 2      |
| 04    | Kolumbien   | —    | 2      | —      | 2      |
| 06    | Mexiko      | —    | —      | 1      | 1      |